# Chypre
Chypre (in italiano Cipro) è un profumo dell'azienda di profumeria francese Coty. È stato il profumo che ha inventato e dato il nome ai profumi cosiddetti "chypre".

## Storia
Creato dallo stesso François Coty nel 1917, il flacone originale di Chypre fu realizzato dalle Cristalleries de Baccarat e fu disegnato da René Lalique. In precedenza erano stati prodotto numerosi altri profumi definibili "cipriati". Tuttavia nessuno colpì il pubblico come la creazione di Coty. Nel 1935 il profumo fu rilanciato sul mercato con un nuovo flacone sempre realizzato da Baccarat.
Il nome Chypre deriva dall'isola greca di Cipro, il luogo da cui è ricavato il muschio di quercia, uno dei componenti principali e maggiormente caratteristici del profumo, e di tutte le fragranze "cipriate" prodotte negli anni successivi. Nel descrivere Chypre, Roja Dove in The Essence of Perfume ha scritto che "...questa creazione da una nota di lusso intimo, che ricorda il calore della soffice intimità del collo che si appoggia alle spalle" Luca Turin in Perfumes l'ha invece definito "Un'idea astratta".
Chypre di Coty ha inaugurato una delle principali famiglie olfattive dell'attuale industria profumiera, detta appunto, in suo onore "cipriata", benché la creazione di Coty nel corso degli anni sia stata prodotta e commercializzata in maniera discontinua. Fra le principali fragranze cipriate prodotte negli anni successivi a Chypre di Coty si possono citare Dioressence e Miss Dior di Christian Dior, Gucci Pour Homme di Gucci, Mitsouko di Guerlain, Trophee di Lancome, Monsieur Lanvin di Lanvin, Cristalle di Chanel, Bandit di Piguet, Jolie Madame di Balmain,  e Mystere di Rochas.